# Masahiro Takamatsu
Masahiro Takamatsu –en japonés, 高松 正裕, Takamatsu Masahiro– (Kamifukuoka, 27 de febrero de 1982) es un deportista japonés que compitió en judo.
Ganó una medalla en el Campeonato Mundial de Judo de 2010, y dos medallas en el Campeonato Asiático de Judo en los años 2004 y 2009. En los Juegos Asiáticos consiguió dos medallas de plata en los años 2006 y 2010.

## Palmarés internacional
| Campeonato Mundial  | Campeonato Mundial  | Campeonato Mundial | Campeonato Mundial |
| Año                 | Lugar               | Medalla            | Categoría          |
| ------------------- | ------------------- | ------------------ | ------------------ |
| 2010                | Tokio (Japón)       | Medalla de bronce  | –81 kg             |
| Juegos Asiáticos    |                     |                    |                    |
| Año                 | Lugar               | Medalla            | Categoría          |
| 2006                | Doha (Catar)        | Medalla de plata   | –73 kg             |
| 2010                | Cantón (China)      | 02 ! [ n 1 ]       | –81 kg             |
| Campeonato Asiático |                     |                    |                    |
| Año                 | Lugar               | Medalla            | Categoría          |
| 2004                | Almaty (Kazajistán) | Medalla de bronce  | –73 kg             |
| 2009                | Taipéi (Taiwán)     | Medalla de plata   | –81 kg             |